# Autoroute 410 (Ontario)
Pour les articles homonymes, voir Autoroute 410.
L'autoroute 410 est une autoroute de la série 400 dans la région du grand Toronto, en Ontario, Canada. Elle est patrouillée par la Police provinciale de l'Ontario et la vitesse y est limité à 100 km/h.

Un aspect remarquable de l'autoroute 410 est l'échangeur à quatre niveaux avec les autoroutes 401 et 403, qui comprend une large bretelle d'accès de l'autoroute 401 est vers l'autoroute 410 nord. De l'autoroute 401 à l'avenue Steeles, l'autoroute 410 a un terre-plein central en herbe qui permettrait l'ajout de deux voies par sens.

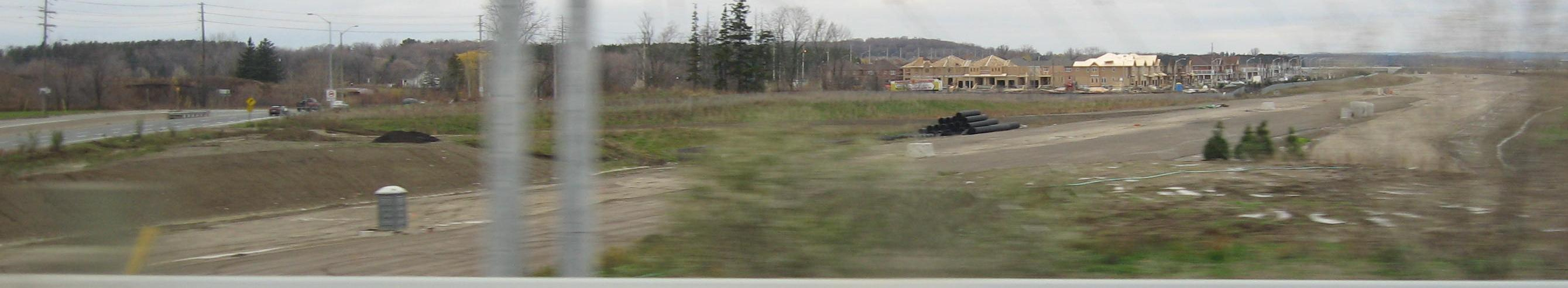
Vue de l'extension de l'autoroute 410, depuis Bovaird Drive vers le nord (Nov. 2006)